# Cerianthus filiformis
Cerianthus filiformis is een Cerianthariasoort uit de familie van de Cerianthidae. De wetenschappelijke naam van de soort werd in 1924 voor het eerst geldig gepubliceerd door Oskar Carlgren. Het wordt gevonden in de tropische wateren van de westelijke Indo-Pacifische Oceaan.

## Beschrijving
C. filiformis lijkt op de zeeanemoon en heeft een gestrekt en gespierd lichaam dat wel 35 cm lang kan worden. Zijn lichaam heeft de vorm van een grote poliep met talrijke mobiele tentakels. De tint van de tentakels is afwisselend wit, groen, oranje of paars en de centrale tentakels kunnen een andere kleur hebben dan de marginale tentakels.

## Verspreiding
C. filiformis is wijdverbreid in de tropische wateren van de westelijke Indo-Stille Oceaan. Buisanemonen zoals C. filiformis leven in een slijmbuis die ze afscheiden in zacht zand of sediment, in tegenstelling tot meer typische anemonen waarvan de gespierde voet zich vasthoudt aan rots of koraal.

## Gedrag en ecologie
C. filiformis voedt zich met al het kleine en eetbare drijvende voedsel dat binnen het bereik van zijn tentakels komt. Het beschermt zichzelf tegen roofdieren door zich terug te trekken in de buis, die tot 100 cm lang kan worden. Het dier toont alleen zijn tentakels om zich te voeden, meestal 's nachts. Het dier kan zich terugtrekken in de buis om uit te rusten of bij gevaar.